# نادي الاتفاق الرياضي المراكشي
نادي الِاتِّفاقِ الرِّياضِيِّ الْمُرَّاكُشِيّ، اختصارًا الِاتِّفاقُ الْمُرَّاكُشِيّ، هو نادٍ مغربيٌّ لكرةِ القدمِ أُسِّسَ في عامِ 2012 مـ ومقرُّه مدينةُ مراكش.